# Privacy Commissioner of Canada
Der Privacy Commissioner of Canada (englisch) bzw. wegen der staatlichen kanadischen Zweisprachigkeit gleichberechtigt auch Commissaire à la protection de la vie privée du Canada (französisch) ist die nationale kanadische Datenschutzbehörde. Der Amtssitz ist Gatineau.
Seit dem 27. Juni 2022 ist Philippe Dufresne der amtierende Datenschutzbeauftragte. Der Datenschutzbeauftragte ist unabhängig von der Regierung und berichtet direkt dem kanadischen Parlament. Seine Amtszeit beträgt sieben Jahre und kann verlängert werden. Das Amt in der aktuellen Ausprägung wurde 1983 mit dem „Privacy Act“ geschaffen. Zuvor war der „Canadian Human Rights Act“ die Grundlage für das Amt. Seit Februar 2004 gehört zur Datenschutzbehörde auch ein externes Beratergremium. Bei seiner Arbeit wird er vom „Office of the Privacy Commissioner of Canada“ (OPC) bzw. dem „Le Commissariat à la protection de la vie privée du Canada“ (le Commissariat) mit seinen 323 Mitarbeitern (Stand: 31. März 2021) unterstützt.
Aufgabe des Privacy Commissioner ist die Wahrung der Persönlichkeitsrechte der kanadischen Bürger. Dazu geht er Beschwerden nach, veröffentlicht Informationen über Datenschutzpraktiken und betreibt Öffentlichkeitsarbeit. Rechtliche Grundlagen für seine Arbeit ergeben sich dabei im Wesentlichen aus dem „Privacy Act“ (R.S.C., 1985, c. P-21) sowie dem „Personal Information Protection and Electronic Documents Act“ (S.C. 2000, c. 5).
Der Privacy Commissioner of Canada ist Mitglied der Internationalen Konferenz der Beauftragten für den Datenschutz und den Schutz der Privatsphäre.

## Liste der Datenschutzbeauftragten
| Nr. | Name              | Beginn der Amtszeit | Ende der Amtszeit | Bemerkung                                |
| --- | ----------------- | ------------------- | ----------------- | ---------------------------------------- |
| 1   | Inger Hansen      | Juli 1977           | 30. Juni 1983     |                                          |
| 2   | John Grace        | 1. Juli 1983        | 30. Juni 1990     |                                          |
| -   | -                 | 1. Juli 1990        | 16. April 1991    | keine Datenschutzbeauftragter            |
| 3   | Bruce Phillips    | 17. April 1991      | 31. August 2000   | Amtszeit verlängert                      |
| 4   | George Radwanski  | 1. September 2000   | 23. Juni 2003     | musste wegen eines Skandals zurücktreten |
| -   | -                 | 24. Juni 2003       | 1. Juli 2003      | keine Datenschutzbeauftragter            |
| 5   | Robert Marleau    | 2. Juli 2003        | 30. November 2003 | amtierend                                |
| 6   | Jennifer Stoddart | 1. Dezember 2003    | 2. Dezember 2013  | Amtszeit verlängert                      |
| 7   | Chantal Bernier   | 3. Dezember 2013    | 4. Juni 2014      | amtierend                                |
| 8   | Daniel Therrien   | 5. Juni 2014        | 26. Juni 2022     | Amtszeit verlängert                      |
| 9   | Philippe Dufresne | 27. Juni 2022       | im Amt            |                                          |